# Imagine Brazil
Imagine Brazil est une exposition temporaire d'abord présentée au musée d'Art contemporain Astrup-Fearnley d'Oslo avant d'être présentée à Lyon au musée d'Art contemporain du 5 juin au 17 août 2014. Elle se veut un instantané de l'art contemporain brésilien.

## Principe
Le principe de l'exposition, dénommé « règle du jeu » par les commissaires de l'exposition consiste à inviter quatorze jeunes créateurs brésiliens qui eux-mêmes invitent chacun un créateur aguerri à participer à l'exposition,.

## Artistes impliqués
Les artistes impliqués, selon la « règle du jeu », sont les suivants :
1. Jonathas de Andrade invite Caetano Veloso ;
2. Sofia Borges invite Maria Martins ;
3. Rodrigo Cass invite Rivane Neuenschwander (pt) ;
4. Adriano Costa invite Tunga (artiste) ;
5. Deyson Gilbert invite Montez Magno (pt) ;
6. Marcellvs L invite Arrigo Barnabé (pt) ;
7. Cinthia Marcelle invite Pedro Moraleida ;
8. Thiago Martins de Melo invite Tunga (artiste) ;
9. Rodrigo Matheus invite Fernanda Gomes ;
10. Paulo Nazareth invite J. Borges ;
11. Paulo Nimer Pjota invite Adriana Varejão ;
12. Sara Ramo invite Cildo Meireles ;
13. Gustavo Speridião invite Carlos Zílio (pt) ;
14. Mayana Redin invite Milton Machado.